# Opius coleogaster
Opius coleogaster är en stekelart som beskrevs av Fischer 1964. Opius coleogaster ingår i släktet Opius och familjen bracksteklar. Inga underarter finns listade i Catalogue of Life.